# Jan Šembera z Boskovic
Jan Šembera z Boskovic (kolem 1543 – 30. dubna 1597) byl moravský šlechtic pocházející z rodu pánů z Boskovic.

## Život

Erb rodu Boskoviců

Jeho otcem byl Václav Bučovický z Boskovic. První písemná zmínka o Janu Šemberovi pochází z roku 1543.
V roce 1568 byl uveden do zemského sněmu v Brně, o rok později se oženil se Sidonií Šlikovou. Ta však brzy zemřela a Jan Šembera se oženil podruhé s Annou Krajířovou z Krajku. Po smrti svého bratra Albrechta zdědil rozsáhlé rodové statky. Za své hlavní sídlo vybral Bučovice, kde nechal zbourat starý hrad a opodál postavil renesanční zámek, který nechal bohatě vyzdobit. Roku 1581 mu zemřela i jeho druhá žena a ani ve druhém manželství se nedočkal mužského potomka. V průběhu jeho života zemřeli všichni mužští příslušníci rodu z Boskovic.
Přestože nevynikal svým vzděláním ani nedosáhl vysokého postavení v zemské správě, vyznamenal se jako schopný stavitel s vynikajícím výtvarným vkusem. Pro stavbu i výzdobu Bučovického zámku vybral přední umělce nejen z Čech (např. vídeňský Ital Pietro Ferrabosco di Lagno), kteří byli schopni splnit jeho nemalé nároky a realizovat tak jeho velkorysý projekt. Tímto podnikem se Jan Šembera řadí mezi tehdejší přední objednavatele v Zaalpí. Nutno doplnit, že kvůli své zálibě ve stavění měl velké dluhy.
Díky svému původu zasedal v moravském sněmu i soudu a později zastával místo rady a truksasa (spolustolovníka) císaře Rudolfa II. Šemberovu nechvalnou pověst, ilustrovanou častými soudními spory, vylepšovala snad jen jeho proslulá jezdecká obratnost.

### Závěr života
Ve své závěti odkázal nemalé částky brněnským minoritům, ke kterým jej vázalo osobní pouto. Pamatoval také na své poddané zaměstnance, mj. i na umělce pro něj pracující. Lidské a neobvyklé gesto učinil v poslední vůli vůči své mladší dceři, které dovolil se provdat za toho, koho si sama určí.
Jan Šembera zemřel 30. dubna 1597 a jím vymřel rod pánů z Boskovic po meči. Pohřben byl v rodinné hrobce v minoritském klášteře u sv. Janů v Brně. Zanechal dvě dcery – Annu a Kateřinu. Anna se vdala za Karla z Lichtenštejna a stala se tak první kněžnou z Lichtenštejna. Kateřina se pak vdala za jeho bratra, Maxmiliána z Lichtenštejna. Obrovský rodový majetek tak připadl Lichtenštejnům.